# Palazzo della Mercanzia
Pour les articles homonymes, voir Loggia dei Mercanti.
Le Palazzo della Mercanzia (appelé aussi Loggia dei Mercanti) est un édifice en style gothique datant du XIVe siècle situé à Bologne, en   Émilie-Romagne, Italie du nord.
L'édifice était le siège de la corporation des marchands.

## Historique
En 1384 la construction de la galerie ouverte Carrobbio (aujourd'hui Mercanzia) a été lancée, sous la direction d'Antonio di Vincenzo et de Lorenzo Bagnomarino, afin de regrouper les trois bâtiments utilisés jusqu’alors comme maison de douane et de péage.  
Pour la galerie et la préparation de la pierre taillée on fit appel à quatre tailleurs de pierre de Florence. Le bâtiment a été achevée en 1391, mais l'élégant palais a eu besoin d'une extension en 1439 et d’une restauration en 1484.

## Description
Construit en brique et en pietra d'Istria, la façade se caractérise par deux arches gothiques à pointes saillantes. Dans la partie haute du palais on peut voir une longue frise, constituée par les emblèmes des corporations de la ville. Dans les niches, à droite et à gauche se logent les  saints protecteurs de la ville et au centre la Justice.  
Au-dessus des arches, un petit balcon en marbre émerge entre les deux fenêtres. De ce balcon  les juges du tribunal de commerce lisaient les condamnations. Une élégante flèche s'élevait au-dessus du balcon couvrant un des merlons et rejoignant les créneaux en haut de l'immeuble.  
Selon la tradition locale, à partir de ce baldaquin en marbre les interdictions et les peines de la Cour étaient lues à haute voix au son de la cloche appelée Lucardina. Les coupables de banqueroute frauduleuse étaient enchaînés à un poteau placé devant le pilier central de la galerie avant d'être cloués au pilori. 
Les chambres et les déambulatoires du bâtiment, malgré les changements induits par le passage du temps, sont ornées par des chefs-d'œuvre restés intacts. Détruit par les bombardements de la Seconde Guerre mondiale, le palais a été reconstruit à l'identique d’après les plans originaux. Aujourd’hui il est le siège de la chambre de commerce de Bologne.